# ŠD Rogoza
Športno društvo Rogoza, thường hay gọi ŠD Rogoza hoặc đơn giản Rogoza, là một câu lạc bộ bóng đá Slovenia, thi đấu ở thị trấn Rogoza. Câu lạc bộ được thành lập năm 1963. Hiện tại câu lạc bộ đang thi đấu ở 2. MNZ League, hạng thứ năm của hệ thống giải bóng đá Slovenia. Đội thi đấu trên sân nhà Công viên Thể thao Rogoza với sức chứa 500 người.

## Danh hiệu
- Giải bóng đá hạng ba quốc gia Slovenia: 1

1998-99